# لاميناريد
لاميناريد (بالإنجليزية: Laminarid)‏ هو مَزيج من عديدات السَّكاريد والبروتينات وأملاح حمض الألجينيك، يُستحصَل عليه من نُفايات البحر 
(Laminariae thalli[بحاجة لمصدر]). 
ويعدُّ مُليِّنًا تناضُحيًّا.